# Rediviva bokförlag
Bokförlaget Rediviva AB är ett svenskt bokförlag som grundades 1968 och som ger ut faksimilupplagor av äldre svensk bokutgivning. Förlaget har gett ut bland annat reseskildringar, vetenskapliga verk, historiska arbeten och handböcker inom olika hantverk.